# Bournonit
Bournonit (Jameson, 1805), chemický vzorec PbCuSbS3, je kosočtverečný minerál. Pojmenován podle francouzského mineraloga a krystalografa J. L. de Bournona.

## Původ
- hydrotermální – v hydrotermálních žílách při střední teplotě.

## Morfologie
Krystaly jsou poměrně hojnoploché, obvykle tabulkovité vzhledu čtverečného, vertikální plochy rýhovány. Velmi často dvojčatí podle {110} a vytváří tzv. „kolečkovou rudu“. Kusový a zrnitý, vtroušený a i celistvý.

## Série
Tvoří sérii se seligmannitem.

## Vlastnosti
- Fyzikální vlastnosti: Tvrdost 2,5-3, křehký, hustota 5,83 g/cm³, lom pololasturnatý až nerovný, štěpnost nedokonalá podle {010}, podle jiných autorů zřetelná. Lehce se taví
- Optické vlastnosti:Barva tmavě ocelově šedá až olověně šedá, vryp ocelově šedý, lesk kovový, průhlednost: opakní.
- Chemické vlastnosti: Složení: Cu 13,00 %, Sb 24,91 %, Pb 42,40 %, S 19.68 %. Rozpouští se v HNO3.

## Podobné minerály
- tetraedrit

## Parageneze
- galenit, tetraedrit, sfalerit, chalkopyrit, pyrit, stibnit, zinckenit, siderit, křemen, rodochrozit, dolomit, baryt

## Využití
Jako ruda Cu, Sb, Pb.

## Naleziště
Řídce se vyskytující minerál.
- Česko – Kutná Hora drobné hojnoploché krystalky z rejzského pásma, Příbram v jakoby rozleptaných krystalech (obsahují částečně boulangerit), ve formě „kolečkové rudy“. Uváděny nálezy krystalů až 5 × 4 × 2 cm velkých.
- Slovensko – Dúbrava až 2 cm velké masy spolu s antimonitem, Zlatá Baňa ze štoly č.3 v bohatších akumulacích krystaly až 10 mm velké
- Rumunsko – Baia de Aries, Baia Sprie a Cavnic na všech drobné srostlice ve formě tzv. „kolečkové rudy“, které narůstají na krystaly chalkopyritu, sfaleritu a galenitu.
- Velká Británie – Heredsfoot, St. Endellion a Wheal Boys zvlášť velké krystaly ve formě tzv. „kolečkové rudy“.
- USA – Park City (Summit Co.) v Utahu, velké krystaly se sideritem a sfaleritem
- Bolívie – Machacamarca až 10 cm velké krystaly ze žil rud Ag-Sn v doprovodu tetraedritu, akantitu (argentitu)
- a další.